# Annie Oakley (pel·lícula)
 Annie Oakley és una pel·lícula estatunidenca dirigida per George Stevens, estrenada el 1935 i doblada al català.

## Argument
Aquesta pel·lícula conta la biografia novel·lada d'Annie Oakley, la més hàbil de les dones de l'oest en el maneig de les armes de foc. Coneix Buffalo Bill i entra al Wild West Show i aviat es converteix en la principal atracció, desplaçant la seva estrella, el tirador Toby Walker, de qui, això no obstant, s'enamora.

## Repartiment
- Barbara Stanwyck: Annie Oakley
- Preston Foster: Toby Walker
- Melvyn Douglas: Jeff Hogarth
- Moroni Olsen: Buffalo Bill
- Pert Kelton: Vera Delmar
- Andy Clyde: James MacIvor
- Chef Thunderbird: Sitting Bull
- Margaret Armstrong: Sra. Oakley
- Delmar Watson: Wesley Oakley
- Adeline Craig: Susan Oakley

## Al voltant de la pel·lícula
- La personatge d'Annie Oakley va ser igualment la protagonista d’Annie Get Your Gun, comèdia musical de Herbert i Dorothy Fields, música d'Irving Berlin, creada a Broadway el 1946 i adaptada per a la televisió sota el títol d’Annie Get Your Gun per George Sidney el 1950 amb Betty Hutton al paper d'Annie Oakley.
- El personatge de Toby es difumina en el guió, ja que es presenta alternativament com un fanfarró i un noi molt simpàtic, i això fa que perdi eficàcia la història d'amor. Barbara Stanwyck està esplèndida en el paper principal, la seva actuació més notable en molt temps. Preston Foster interpreta de manera persuasiva, també, en el rol de Toby Walker, i Moroni Olsen és un excel·lent bluff, com Buffalo Bill.[3]

## Galeria

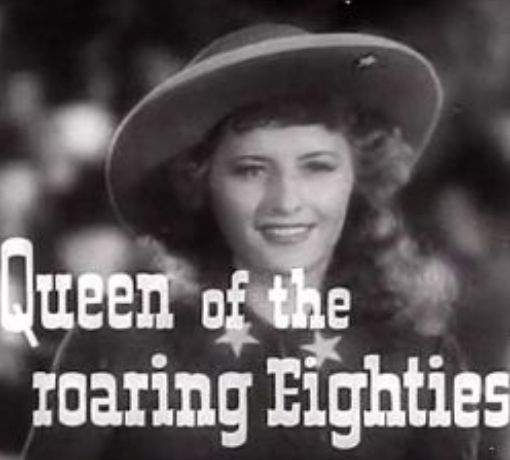
Barbara Stanwyck
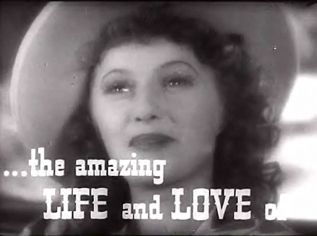
Barbara Stanwyck
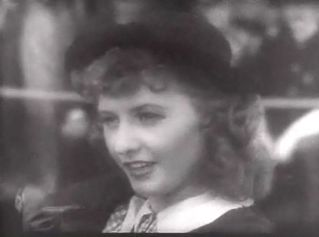
Barbara Stanwyck